# Буссеро
Бу́ссеро (итал. Bussero) — коммуна в Италии, в провинции Милан области Ломбардия.
На 2004 год население составляло 8589 человек, плотность населения — 2123 чел./км². Занимает площадь 4 км².
Почтовый индекс — 20060. Телефонный код — 02.
Покровителями населённого пункта считаются святые мученики Назарий и Цельсий. Праздник ежегодно празднуется 28 июля.